# Tinogasta (Catamarca)
Tinogasta is een plaats in het Argentijnse bestuurlijke gebied Tinogasta in de provincie  Catamarca. De plaats telt 14.509 inwoners. Ze ligt aan de oevers van de rivier Abaucán.

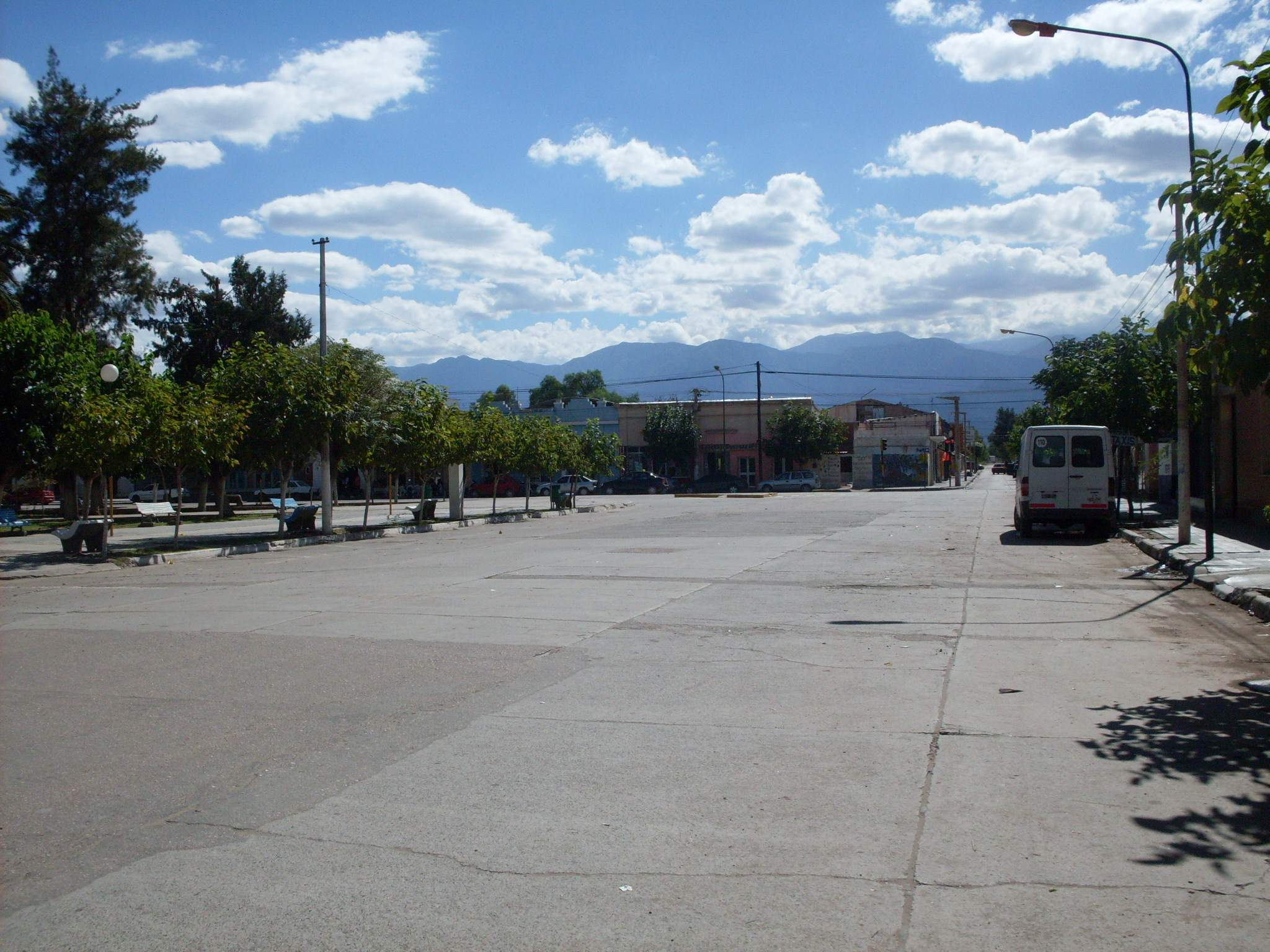
Centrum van Tinogasta
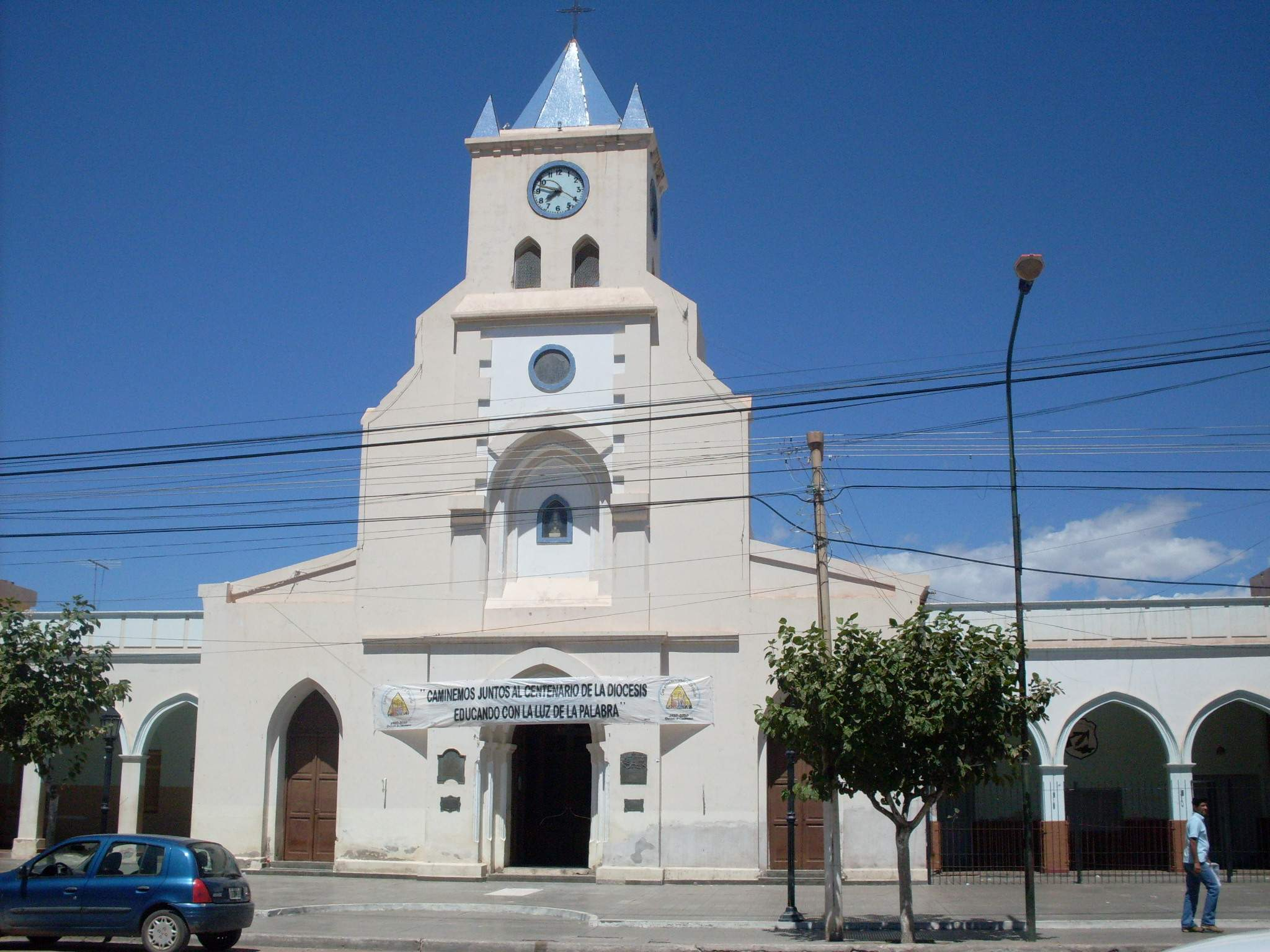
Kerk van Tinogasta